# Teen Knight – Zurück ins Mittelalter
Teen Knight – Zurück ins Mittelalter ist ein kanadisch-rumänischer Fantasy-Abenteuerfilm aus dem Jahr 1999 von Phil Comeau.

## Handlung
Der grimmige Lord Raykin und sein treuer Zauberer Eriuk werden beim Versuch gefangen genommen, zum wiederholten Male, die Burg des Königs William des Vierten einzunehmen. Sie können fliehen und Eriuk verzaubert das Schloss des Königs, damit es Lord Raykin beim nächsten Versuch gelingen würde, die Burg einzunehmen.
600 Jahre später sieht sich der 17-jährige Mittelalter-Fan Peter eine mittelalterlich angehauchte Werbung einer Cola Firma an. Als seine Mutter nach Hause kommt, fallen ihr mehrere Colaflaschen herunter. Peter hilft ihr sie aufzuheben, merkt jedoch nicht, dass eine der Flaschen über den Flur zu der gegenüberliegenden Wohnungstür gerollt ist. Der Wohnungsbesitzer, Mr. Percy, findet die Flasche, und nimmt sie mit in die Wohnung. Dort öffnet er sie und sieht im Deckel die Aufschrift „You're a winner!“. Doch er schraubt sie wieder zu.
Später hilft Peter ihm ein Paket in die Wohnung zu tragen. Dort entpuppt es sich als Gemälde, das die Schlacht von Lord Raykin gegen den Sohn des Königs, Prinz Alfred zeigt. Mr. Percy gibt Peter die gefundene Colaflasche, in der er die Gewinneraufschrift gefunden hat. Peter ist überglücklich.
Am nächsten Tag, wird er von einem mittelalterlich gekleideten Mann in einem Van empfangen. Im Van befinden sich bereits Tommy, der Spross eines reichen Unternehmers, und Claudia, seine Freundin. Es steigt noch der etwas trottelige Ben hinzu, dann geht es los, auf die Burg, wo die Schlacht von Prinz Alfred gegen Lord Raykin wirklich stattgefunden hat. Dort werden sie vom Herrn der Burg erwartet. Er führt sie in ihr Schlafzimmer und erklärt ihnen, dass der nächste Tag ein Rollenspiel für sie bereithält. Peter entscheidet sich für den Ritter, da der Prinz nie etwas selbst tun konnte. Die Rolle des Prinzen möchte dann Tommy spielen. Claudia entscheidet sich für Sophia, die Frau des Prinzen Alfred. Durch einen dummen Zufall wird Ben die Rolle des Hofnarren zugewiesen.
In der Nacht zieht ein fürchterlicher Sturm auf. Peter wird am nächsten Morgen von Mrs Sweeney geweckt, die Frau, die für die Aufnahmen des gesamten Abenteuers zuständig ist. Im Thronsaal stellt er fest, dass die Burg wie ausgestorben ist. Außerdem ist der Strom ausgefallen. Peter kann nur den batteriebetriebenen Computer des Burgherrn finden, der ihn in den Kontrollraum führt. Dort entdeckt er, dass sie irgendwie am 11. November 1383 gelandet sind. Die Anderen glauben, dass das zum Spiel gehört, doch Peter ist sich da nicht so sicher. Auch das Einschalten der burgeigenen Generatoren, die im Kerker aufgestellt sind, schlägt fehl. Nach und nach finden sie heraus, dass sie wirklich im Jahr 1383 gelandet sind. Der Fluch des Zauberers Eriuk hat Wirkung gezeigt. Er hat die gesamte Burg zurück ins Mittelalter transportiert. Lord Raykin hat seine Chance bekommen, die Burg doch noch einzunehmen.
Bei seinem Besuch auf der Burg nimmt er Tommy, den er fälschlicherweise für Prinz Alfred hält gefangen. Er eröffnet ihnen außerdem, dass er den wahren Burgherrn gefangen genommen hat. Mithilfe des Gefängniswärters finden sie in einer geheimen Kammer des Kerkers den Lehrmeister von Eriuk, Parcival. Eriuk hat ihm bei seinem Verrat alle Zauberkräfte genommen, die er aber inzwischen zurückhat. Parcival erklärt ihm, dass Lord Raykin sein Wappen von der Wand der Burg wegreißen muss, und dieses und Prinz Alfred bis Morgengrauen von der Burg fernhalten muss, dann hat er gewonnen, und die Freunde bleiben für immer im Mittelalter gefangen. Sie versuchen Lord Raykin davon abzuhalten, das Wappen zu entfernen, doch der Drache, der neben dem Tor schläft hindert sie daran. Doch Peter kann ihn überreden, ihnen zu helfen. Er schlägt die Wachen in die Flucht, die vor Lord Raykins eigener Residenz stehen. Dort liefern sich Peter und Lord Raykin einen Kampf. Claudia, die ihr Kleid inzwischen gegen eine Rüstung getauscht hat, hilft ihm. Sie schaffen es, Tommy und das Wappen vor Sonnenaufgang zurückzubringen. Ben, der inzwischen die Zauberei für sich entdeckt hat, bricht den Fluch, und sie finden sich alle wieder in der Zukunft wieder. Claudia und Peter küssen sich, und man kann sehen, wie Peter diese Szene im Werbespot der Colafirma zuhause anschaut. Dann geht er zum Esstisch, wo seine Mutter, Mr. Percy und Claudia sitzen.

## Kritik
Der film-dienst sah eine „mehr als schlicht entwickelte Fantasy-Geschichte, die nicht mehr als ein steuerliches Abschreibungsobjekt darstellt“.